# Swiss Chamber Academy
La Swiss Chamber Academy est une académie internationale de musique de chambre basée à Genève. Elle a été fondée par Daniel Haefliger, fondateur et directeur artistique des Swiss Chamber Concerts. L’Académie réunit chaque année des quatuors à cordes des conservatoires supérieurs de Suisse et d’Europe ainsi que de jeunes quatuors professionnels venus du monde entier.  

## Histoire
L'académie a été fondée en 2014, par Daniel Haefliger,, elle est liée au réseau national des Swiss Chamber Concerts et aux diverses institutions musicales suisses, professeurs et étudiants compris. Elle offre plusieurs sessions par année, et culmine avec trois jours de stage intensif s'achevant par un concert public dans la grande salle de la Radio à Genève dans le cadre de la série d'abonnement des Swiss Chamber Concerts. De jeunes quatuors venus de France, Espagne, Grande-Bretagne, Allemagne, Pays-Bas, Suisse, Japon, Lituanie, Kazakhstan, Brésil, Colombie et Brésil y ont participé. 
Des artistes de la discipline y ont enseigné comme Ruth Killius (de) et Thomas Zehetmair du Quatuor Zehetmair, Rainer Schmid du Quatuor Hagen, Hatto Beyerle du Quatuor Alban Berg, le compositeur, chef d’orchestre et hautboïste Heinz Holliger ainsi que Daniel Haefliger, titulaire de la chaire de musique de chambre à la Haute École de musique de Lausanne site de Sion. L’académie est le lieu d’un travail d’enseignement et d’échange entre générations. 

## Buts et réalisations
Le but de la Swiss Chamber Academy est de soutenir l’émergence d’une nouvelle génération de jeunes musiciens professionnels. Plusieurs quatuors lauréats de l'académie ont été engagés lors de tournées de concerts ainsi que lors de cérémonies officielles (remises de prix et congrès internationaux)
Des bourses d’études sont attribuées chaque année par un jury composés de personnalités du monde de la musique comme Esther Hoppe (de), professeure au Mozarteum, Urs Walker, professeur à la Haute école d'art de Zurich, Girolamo Bottiglieri, 1er violon du Quatuor Terpsycordes, Hatto Beyerle du Quatuor Alban Berg, ou encore Chiara Banchini, pionnière du violon baroque, fondatrice de l'Ensemble 415 et professeure émérite de la Schola Cantorum Basiliensis.

## Participants (liste non exhaustive)
- Jana Ozolina
- Andrea Santiago Carrillo
- Gil Sisquella Oncins
- Bernat Santacana Hervada
- Àlex Olmedo Duynslaeger
- Maja Horvat
- Emily Turkanik
- Hannah Gardiner
- Wallis Power
- Cristian Ruscior
- Konstanze Heinicke
- Stephanie Drach
- Tristan Feichtner
- Cyprien Brod
- Khoa-Nam Nguyen
- Issey Nadaud
- Rémi Carlon
- Hui-Wen Cheng
- Wan-Ru Cheng
- Shih-Hsien Tsai
- Sheng-Chiun Lin
- Sherniyaz Musakhan
- Rennosuke Fukuda
- Anastasia Kobekina
- Helena Satué
- Bernat Prat
- Lara Fernández
- Oriol Prat
- Christine Busse
- Nao Shamoto
- Stanislas Gosset
- Clara Chartré
- Thomas Levier
- Clément Dami
- Smirnov Dmitry
- Malcolm Kraege
- Veronika Radenko
- Sara Salomon
- Juliette Kowalski
- Arianna Dotto
- Charlotte Woronkow
- Joachim Angster
- Jonas Bouaniche
- Young Yoon
- Manuel Hofer
- David Eggert

## Enregistrements
Les concerts publics font régulièrement l’objet d’enregistrements radiophoniques et filmés diffusés par la chaîne YouTube des Swiss Chamber Concerts.